# イゴール・ゴルゴンゾーラ・ノヴァーラ
イゴール・ゴルゴンゾーラ・ノヴァーラ（Igor Gorgonzola Novara）は、イタリア・ノヴァーラを本拠地とする女子バレーボールクラブ。2024/25シーズンはイタリアセリエAのA1に所属している。

## 歴史
1984年にトレカーテでla Società A.G.I.L. Trecate.の名称で創設された。社名AGIL VolleyのAGILは、イタリア語のAmicizia（友情）、Gioia（喜び）、 Impegno（熱意）、 Lealtà（ 忠誠）の頭文字をとったものである。1998年からセリエA2でプレーし、2000-2001年はA2で2位、コッパ・イタリア（A2）で優勝し、セリエA1に昇格した。2001年に本拠地をノヴァーラに移す。
2002-03シーズン終了後、アシステル・ノヴァーラにスポーツタイトルを譲渡し、再度トレカーテでセリエCチームとして活動。2006-07シーズンにB2、2011-12シーズン終了後にB1に昇格。しかし、この年アシステル・ノヴァーラがヴィッラ・コルテーゼにスポーツタイトルを譲渡し活動終了したことを受けたノヴァーラ市の要望により、Volley Club 1999 Busnagoからスポーツタイトルを獲得し、本拠地を再度ノヴァーラとして2012/13シーズンはセリエA2に参戦。2013/14シーズンはセリエA1リーグへ復帰を果たした。
2014/15シーズンはイタリアカップで優勝し、セリエA1リーグではレギュラーラウンドを19勝3敗の首位通過し、クォーターファイナルでベルガモを退け、セミファイナルでRiver Volleyに勝利し、決勝へ進出。ファイナルではカザルマッジョーレに5戦2勝3敗と惜しくも優勝を逃した。2016/17シーズンのセリエA1リーグは14勝8敗の3位でレギュラーラウンドを通過。クォーターファイナルではスカンディッチに、セミファイナルでカザルマッジョーレに勝利。ファイナルではRiver Volleyに勝ち越して、初優勝を果たした。2017/18シーズンはイタリアカップ、スーパーカップにて優勝した。セリエA1リーグはファイナルでイモコ・コネリアーノに敗れて準優勝となった。2018/19シーズンは欧州チャンピオンズリーグでイモコ・コネリアーノに決勝で勝利しタイトルを獲得した。セリエA1リーグのレギュラーラウンドを17勝7敗で2位で通過。クォーターファイナルではAzzurra Volley Firenzeに、セミファイナルではスカンディッチに勝利し、ファイナルに進出した。決勝ではイモコ・コネリアーノに3戦ともに敗れて欧州チャンピオンズリーグの借りを返された。2020/21シーズンよりステファノ・ラバリーニを監督として迎え、セリエA1リーグでは3位でシーズンを終えた。2021/22シーズンのセリエA1リーグはレギュラーラウンドを23勝3敗の2位で通過した。クォーターファイナルでクーネオ・グランダ・バレーに、セミファイナルではモンツァに敗れて最終的には3位となった。

## 主な成績
セリエA
- 優勝：2016/17シーズン
- 準優勝：2014/15、2017/18、2018/19シーズン
- 3位：2020/21、2021/22シーズン

 CEVカップ
- 優勝：2018/19シーズン

## 登録選手
2024-25年シーズンの登録選手は次の通り。
| 背番号 | 国籍/名前                  | ポジション           | 身長 | 備考       |
| ------ | -------------------------- | -------------------- | ---- | ---------- |
| 3      | フランチェスカ・ビラーニ   | アウトサイドヒッター | 1.87 |            |
| 4      | フランチェスカ・ボージオ   | セッター             | 1.79 | キャプテン |
| 5      | Valentina Bartolucci       | セッター             | 1.81 |            |
| 6      | Giulia De Nardi            | リベロ               | 1.71 |            |
| 8      | エレオノーラ・フェルシーノ | リベロ               | 1.69 |            |
| 9      | リナ・アルスマイヤー       | アウトサイドヒッター | 1.89 |            |
| 10     | 石川真佑                   | アウトサイドヒッター | 1.74 |            |
| 11     | テイラー・ミムズ           | オポジット           | 1.90 |            |
| 12     | ハナ・オルトマン           | アウトサイドヒッター | 1.88 |            |
| 13     | サラ・ボニファーチョ       | ミドルブロッカー     | 1.86 |            |
| 14     | マヤ・アレクシッチ         | ミドルブロッカー     | 1.88 |            |
| 16     | アレッシア・マッザーロ     | ミドルブロッカー     | 1.84 |            |
| 17     | タチアナ・トロク           | アウトサイドヒッター | 1.92 |            |
| 19     | ビータ・アキモワ           | オポジット           | 1.97 |            |
| 24     | フェデリカ・スクアルチーニ | ミドルブロッカー     | 1.83 |            |

## 歴代所属選手
| - フランチェスカ・ピッチニーニ - サラ・アンツァネッロ - パオラ・カルドゥッロ - ステファニア・サンソンナ - マルティーナ・グイッジ - バレンティーナ・アリゲッティ - キアラ・ディウリオ - クリスティナ・バルチェリーニ - ノエミ・シニョリーレ - クリスティーナ・キリケッラ - カテリーナ・ボゼッティ - アンナ・ダネージ - ソフィア・ドドリーコ - パオラ・エゴヌ - ナターシャ・オスモクロビッチ - カタリナ・バルン | - アリソン・ウェストン - サラ・ノリエガ - ニコル・フォーセット - ローレン・ギブマイヤ - キンバリー・ヒル - ケリー・マーフィー - アレクサンドラ・クラインマン - ミシェル・バーチ＝ハックリー - マッケンジー・アダムス - マイカ・ハンコック - メーガン・コートニー - ローレン・カーリニ - ヘイリー・ワシントン - ジョーディン・ポールター - アウレア・クルス - ステファニー・エンライト | - リアナ・メサ - ケニア・カルカセス - ユーディット・ピーテルセン - ラウラ・ダイケマ - セレステ・プラク - ニカ・ダールデロップ - 孫玥 - ヨバナ・ブラコチェビッチ - マヤ・トカルスカ - マルヴィナ・スマジェク - スザンナ・ゴレツカ - ブリット・ヘルボッツ - アンティ・バシラントナキ - エルブリラ・ビチ - グレタ・サクマリー - パウラ・ニセティチ |  |